# Mika Takano
Mika Takano (* 3. Mai 2008) ist ein deutscher Volleyballspieler.

## Karriere
Takano spielte von 2021 bis 2025 mit dem VC Olympia München in der Dritten Liga Ost und in der Bayernliga. Parallel dazu stand der Libero von 2022 bis 2024 im Kader des TSV Unterhaching, wo er im Oktober 2022 als 14-Jähriger sein Debüt in der ersten Liga gab. Seit 2024 spielt der Junioren-Nationalspieler parallel zum VCO beim ASV Dachau. Dort steht er auch in der Saison 2025/26 unter Vertrag.